# Nepenthes kinabaluensis
Nepenthes kinabaluensis este o specie de plante carnivore din genul Nepenthes, familia Nepenthaceae, ordinul Caryophyllales, descrisă de Sh. Kurata. Conform Catalogue of Life specia Nepenthes kinabaluensis nu are subspecii cunoscute.